# Eunotela chacoa
Eunotela chacoa är en fjärilsart som beskrevs av William Schaus 1928. Eunotela chacoa ingår i släktet Eunotela och familjen tandspinnare. Inga underarter finns listade i Catalogue of Life.